# Georges Hamard
Pour les articles homonymes, voir Hamard.
Georges Hamard, né le 10 mai 1894 à Villevêque (Maine-et-Loire) et mort le 21 novembre 1961 à Saint-Georges-du-Puy-de-la-Garde (Maine-et-Loire), est un sculpteur français, lauréat du prix de Rome en 1922.

## Biographie
Georges, Louis Hamard naît le 10 mai 1894 à Villevêque (Maine-et-Loire), où ses parents sont cultivateurs.
Elève de Mr Ruel à l'Ecole des Beaux-Arts d'Angers
Elève du sculpteur Paul Aubert, celui-ci le prépare pour l'admission à l'Ecole Nationale Supérieure des Beaux-Arts
Reçu premier en peinture et second en sculpture, il est admis à l’École nationale supérieure des beaux-arts de Paris, il est l’élève de Jean-Antoine Injalbert.
En février 1936, il obtient sa première médaille d'or au Salon des Artistes Français à Paris pour  son joueur de boules de fort
En février 1937, il obtient le prix de l'A.O.F au Salon des Artistes Français à Paris pour son buste de femme
Il meurt le 21 novembre 1961 à Saint-Georges-du-Puy-de-la-Garde.

## Œuvres
- « L’arracheur de pommes de terre » : plâtre (120 cm x 200 cm), au musée des Beaux-arts d’Angers [1],[2];
- « Sérénité » : buste en plâtre daté de 1924 (h.57, 50 cm) que l’artiste présenta au Concours de la tête d'expression[3];
- « Saint-Christophe et l’enfant Jésus » : plâtre [4];
- Buste de Fernand Lutscher [5]: plâtre daté de 1914, au musée des Beaux-arts d’Angers[6];
- Buste de Jeanne Hamard : buste en plâtre daté de 1933 au musée des Beaux-arts d’Angers[7];
- Buste de jeune femme peulh : buste en bronze présenté au Salon des artistes français de 1927 ; il est exposé au Musée des Années Trente à Boulogne-Billancourt ;
- Tête d’homme : terre cuite (h. 31 cm)[8].
- Le botteleur : bronze à la cire perdue. musée de la Piscine de Roubaix depuis le 15/121995
- la femme au marché
- le joueur de boules
- le monument élevé à la mémoire des victimes du torpillage du S/S britannique Dumana en 1943, inauguré le 29 décembre 1944 à Sassandra en Côte d'Ivoire.